# Trente-cinquième district congressionnel de Californie
Le 35e district congressionnel de Californie est un district situé en Californie. Le district est actuellement représenté par la Démocrate Norma Torres.
Le district est basé dans l'Inland Empire, comprenant les communautés de Chino, Eastvale, Fontana, Montclair, Ontario, Pomona, Rancho Cucamonga et Upland.

## Géographie
| #  | Comté          | Siège          | Population |
| -- | -------------- | -------------- | ---------- |
| 37 | Los Angeles    | Los Angeles    | 9 663 345  |
| 65 | Riverside      | Riverside      | 2 492 442  |
| 71 | San Bernardino | San Bernardino | 2 195 611  |

Depuis le redécoupage de 2020, le 35e district congressionnel de Californie est situé dans le sud de la Californie, au sein de l' Inland Empire. Le district couvre l'est du Comté de Los Angeles, le sud-ouest du Comté de San Bernardino et une petite partie de l'ouest du Comté de Riverside.
Le Comté de Los Angeles est divisé entre ce district, le 28e district, le 31e district et le 38e district. Ils sont séparés par la Highway 60, Phillips Ranch Rd, E Village Loop Rd, Quail Creek Ln, Falcon Ridge Dr, Hidden Valley Rd, Oak Cliff Dr, Willowbrook Ln, Westbrook Ln, La Sierra Dr, Avenida Rancheros, Rancheros Navato Dr, Serra Dr, Alta Mira Pl, Rancho Laguna Dr, W Mission Blvd, W Temple Ave, Pomona Blvd, Valley Blvd, San Bernardino Freeway, Walnut City Parkland, San Bernardino Freeway, Fairplex Dr, Via Verde, Puddingstone Reservoir, McKinley Ave, N Whittle Ave, Arrow Highway, Fulton Rd, Foothill Blvd, Towne Ave, Harrison Ave, Carnegie Ave, W Arrow Highway, Mountain Ave, and E American Ave. Le 35e district englobe la ville de Pomona.
Le Comté de San Bernardino est divisé entre ce district, le 28e district, le 33e district et le 40e district. Les 35e, 28e et 33e sont divisés par W 16th St, E 15th St, Grove Ave, Foothill Blvd, Vineyard Blvd, San Bernardino Rd, Orangewood Dr, Estacia St, Lion St, Highway 66, Helms Ave, Hampshire St, Archibald Ave, N Maple Ave, S Maple Ave, Randall Ave, Alder Ave, Union Pacific Railroad, Slover Ave, Tamarind Ave, Jurupa Ave, 11th St, and Locust Ave. The 35th and 40th are partitioned by Highway 71, Eucalyptus Ave, Peyton Dr, Highway 142, Tupelo Ave, Hazelwood Dr, Pipeline Ave, Los Serranos Blvd, Country Club Dr, Soquel Canyon Parkway, Elinvar Dr, Sapphire Rd, Onyx Rd, Copper Rd, Slate Dr, Butterfield Ranch Rd, Pine Ave, and Chino Valley Freeway. Le 35e district englobe Chino, Montclair, Ontario, et les côtés sud de Rancho Cucamonga, Fontana et Upland, ainsi que le quartier Los Serranos de Chino Hills.
Le Comté de Riverside est divisé entre ce district et le 41e district. Ils sont divisés par Chino Creek, Santa Ana River, Chandler St, Archibald Ave, Schleisman Rd, Scholar Way, Citrus Way, Hamner Ave, Corona Freeway, and E Philadelphia St. Le 35e district englobe le côté nord de la ville d'Eastvale.

### Villes et CDP de 10 000 personnes ou plus
- Fontana - 212 704
- Ontario - 175 265
- Rancho Cucamonga - 174 405
- Pomona - 151 713
- Chino - 93 114
- Upland - 79 040
- Chino HIlls - 78 411
- Eastvale - 69 757
- Montclair - 37 865

## Historique de vote
| Année | Poste               | Résultats                  |
| ----- | ------------------- | -------------------------- |
| 1990  | Gouverneur          | Wilson 60,5 % - 33,2 %     |
| 1992  | Président           | Clinton 77,8 % - 12,9 %    |
| 1992  | Sénateur            | Boxer 75,3 % - 18,5 %      |
| 1992  | Sénateur (Spéciale) | Feinstein 79,2 % - 15,6 %  |
| 1994  | Gouverneur          | Brown 67,2 % - 29,8 %      |
| 1994  | Sénateur            | Feinstein 70,7 % - 21,7 %  |
| 1996  | Président           | Clinton 83,8 % - 10,9 %    |
| 1998  | Gouverneur          | Davis 87,1 % - 10,7 %      |
| 1998  | Sénateur            | Boxer 83,8 % - 13,7 %      |
| 2000  | Président           | Gore 85,9 % - 12,0 %       |
| 2000  | Sénateur            | Feinstein 85,9 % - 9,7 %   |
| 2002  | Gouverneur          | Davis 73,6 % - 18,6 %      |
| 2003  | Rappel,             | Non 66,8 % - 33,2 %        |
| 2003  | Rappel,             | Bustamante 52,3 % - 29,8 % |
| 2004  | Président           | Kerry 79,0 % - 20,0 %      |
| 2004  | Sénateur            | Boxer 80,5 % - 14,8 %      |
| 2006  | Gouverneur          | Angelides 67,3 % - 27,9 %  |
| 2006  | Sénateur            | Feinstein 80,8 % - 14,6 %  |
| 2008  | Président           | Obama 84,4 % - 14,1 %      |
| 2010  | Gouverneur          | Brown 79,1 % - 16,4 %      |
| 2010  | Sénateur            | Boxer 79,1 % - 16,2 %      |
| 2012  | Président           | Obama 67,4 % - 30,6 %      |
| 2012  | Sénateur            | Feinstein 68,0 % - 32,0 %  |
| 2014  | Gouverneur          | Brown 60,6 % - 39,4 %      |
| 2016  | Président           | Clinton 67,7 % - 26,9 %    |
| 2016  | Sénateur            | Harris 50,2 % - 49,8 %     |
| 2018  | Gouverneur          | Newsom 65,6 % - 34,4 %     |
| 2018  | Sénateur            | Feinstein 52,1 % - 47,9 %  |
| 2020  | Président           | Biden 65,1 % - 32,6 %      |
| 2021  | Rappel              | Non 62,4 % - 37,5 %        |
| 2022  | Gouverneur          | Newsom 55,2 % - 44,8 %     |
| 2022  | Sénateur            | Padilla 57,3 % - 42,7 %    |

## Liste des Représentants du district
| Membre                          | Parti       | Années                          | Congrès     | Histoire électorale | Zone géographique                                                                                               |
| ------------------------------- | ----------- | ------------------------------- | ----------- | --- | --- |
| District créé le 3 janvier 1963 |             |                                 |             | | |
| James B. Utt (en)               | Républicain | 3 janvier 1963 - 1er mars 1970  | 88e - 91e   | Redécoupage depuis le 28e district et réélu en 1962. Réélu en 1964. Réélu en 1966. Réélu en 1968. Décès. | 1963–1969 Orange, San Diego                                                                                     |
| James B. Utt (en)               | Républicain | 3 janvier 1963 - 1er mars 1970  | 88e - 91e   | Redécoupage depuis le 28e district et réélu en 1962. Réélu en 1964. Réélu en 1966. Réélu en 1968. Décès. | 1969–1973 Orange, San Diego                                                                                     |
| Vacant                          | Vacant      | 1er mars 1970 - 30 juin 1970    | 91e         | | |
| John G. Schmitz (en)            | Républicain | 30 juin 1970 - 3 janvier 1973   | 91e - 92e   | Élu pour terminer le mandat de Utt. Réélu en 1970. Redécoupage vers le 39e district et perds sa réélection. | |
| Glenn M. Anderson (en)          | Démocrate   | 3 janvier 1973 - 3 janvier 1975 | 93e         | Redécoupage depuis le 17e district et réélu en 1972. Redécoupage vers le 32e district. | 1973–1975 Los Angeles                                                                                           |
| James F. Lloyd (en)             | Démocrate   | 3 janvier 1975 - 3 janvier 1981 | 94e - 96e   | Élu en 1974. Réélu en 1976. Réélu en 1978. Perds sa réélection. | 1975–1983 Los Angeles, San Bernardino (Partie Sud-Ouest)                                                        |
| David Dreier (en)               | Républicain | 3 janvier 1981 - 3 janvier 1983 | 97e         | Élu en 1980. Redécoupage vers le 33e district. | 1975–1983 Los Angeles, San Bernardino (Partie Sud-Ouest)                                                        |
| Jerry Lewis                     | Républicain | 3 janvier 1983 - 3 janvier 1993 | 98e - 102e  | Redécoupage depuis le 37e district et réélu en 1982. Réélu en 1984. Réélu en 1986. Réélu en 1988. Réélu en 1990. Redécoupage vers le 40e district.                                                                                      | 1983–1993 San Bernardino                                                                                        |
| Maxine Waters                   | Démocrate   | 3 janvier 1993 - 3 janvier 2013 | 103e - 112e | Redécoupage depuis le 29e district et réélue en 1992. Réélue en 1994. Réélue en 1996. Réélue en 1998. Réélue en 2000. Réélue en 2002. Réélue en 2004. Réélue en 2006. Réélue en 2008. Réélue en 2010. Redécoupage vers le 43e district. | 1993–2003 South Los Angeles                                                                                     |
| Maxine Waters                   | Démocrate   | 3 janvier 1993 - 3 janvier 2013 | 103e - 112e | Redécoupage depuis le 29e district et réélue en 1992. Réélue en 1994. Réélue en 1996. Réélue en 1998. Réélue en 2000. Réélue en 2002. Réélue en 2004. Réélue en 2006. Réélue en 2008. Réélue en 2010. Redécoupage vers le 43e district. | 2003–2013 South Los Angeles                                                                                     |
| Gloria Negrete McLeod (en)      | Démocrate   | 3 janvier 2013 - 3 janvier 2015 | 113e        | Élue en 2012. Retrait pour se présenter au Comité des Superviseur du Comté de San Bernardino. | 2013–2023 Inland Empire (Fontana, Ontario, et Pomona) 2023–en cours Inland Empire (Fontana, Ontario, et Pomona) |
| Norma Torres                    | Démocrate   | 3 janvier 2015 - en cours       | 114e - 119e | Élue en 2014. Réélue en 2016. Réélue en 2018. Réélue en 2020. Réélue en 2022. Réélue en 2024. | 2013–2023 Inland Empire (Fontana, Ontario, et Pomona) 2023–en cours Inland Empire (Fontana, Ontario, et Pomona) |

## Résultats des récentes élections
Voici les résultats des dix précédents cycles électoraux dans le district.

### 2004
| Élection de 2004 du 35e district congressionnel de Californie | Élection de 2004 du 35e district congressionnel de Californie | Élection de 2004 du 35e district congressionnel de Californie | Élection de 2004 du 35e district congressionnel de Californie | Élection de 2004 du 35e district congressionnel de Californie |
| ------------------------------------------------------------- | ------------------------------------------------------------- | ------------------------------------------------------------- | ------------------------------------------------------------- | ------------------------------------------------------------- |
| Parti                                                         | Parti                                                         | Candidat                                                      | Votes                                                         | %                                                             |
|                                                               | Démocrate                                                     | Maxine Waters (sortante)                                      | 125 949                                                       | 80,6                                                          |
|                                                               | Républicain                                                   | Ross Moen                                                     | 23 591                                                        | 15,1                                                          |
|                                                               | American Independant                                          | Gordon Michael Mego                                           | 3440                                                          | 2,2                                                           |
|                                                               | Libertarien                                                   | Charles Tate                                                  | 3427                                                          | 2,1                                                           |
| Total des votes                                               | Total des votes                                               | Total des votes                                               | 115 807                                                       | 100%                                                          |
|                                                               | Les Démocrates conservent                                     |                                                               |                                                               |                                                               |

### 2006
| Élection de 2006 du 35e district congressionnel de Californie | Élection de 2006 du 35e district congressionnel de Californie | Élection de 2006 du 35e district congressionnel de Californie | Élection de 2006 du 35e district congressionnel de Californie | Élection de 2006 du 35e district congressionnel de Californie |
| ------------------------------------------------------------- | ------------------------------------------------------------- | ------------------------------------------------------------- | ------------------------------------------------------------- | ------------------------------------------------------------- |
| Parti                                                         | Parti                                                         | Candidat                                                      | Votes                                                         | %                                                             |
|                                                               | Démocrate                                                     | Maxine Waters (sortante)                                      | 82 498                                                        | 83,8                                                          |
|                                                               | American Independant                                          | Gordon Michael Mego                                           | 8343                                                          | 8,5                                                           |
|                                                               | Libertarien                                                   | Paul T. Ireland                                               | 7665                                                          | 7,7                                                           |
| Total des votes                                               | Total des votes                                               | Total des votes                                               | 97 506                                                        | 100%                                                          |
|                                                               | Les Démocrates conservent                                     |                                                               |                                                               |                                                               |

### 2008
| Élection de 2008 du 35e district congressionnel de Californie | Élection de 2008 du 35e district congressionnel de Californie | Élection de 2008 du 35e district congressionnel de Californie | Élection de 2008 du 35e district congressionnel de Californie | Élection de 2008 du 35e district congressionnel de Californie |
| ------------------------------------------------------------- | ------------------------------------------------------------- | ------------------------------------------------------------- | ------------------------------------------------------------- | ------------------------------------------------------------- |
| Parti                                                         | Parti                                                         | Candidat                                                      | Votes                                                         | %                                                             |
|                                                               | Démocrate                                                     | Maxine Waters (sortante)                                      | 150 778                                                       | 82,6                                                          |
|                                                               | Républicain                                                   | Ted Hayes                                                     | 24 169                                                        | 13,2                                                          |
|                                                               | Libertarien                                                   | Herb Peters                                                   | 7632                                                          | 4,2                                                           |
| Total des votes                                               | Total des votes                                               | Total des votes                                               | 182 579                                                       | 100%                                                          |
|                                                               | Les Démocrates conservent                                     |                                                               |                                                               |                                                               |

### 2010
| Élection de 2010 du 35e district congressionnel de Californie | Élection de 2010 du 35e district congressionnel de Californie | Élection de 2010 du 35e district congressionnel de Californie | Élection de 2010 du 35e district congressionnel de Californie | Élection de 2010 du 35e district congressionnel de Californie |
| ------------------------------------------------------------- | ------------------------------------------------------------- | ------------------------------------------------------------- | ------------------------------------------------------------- | ------------------------------------------------------------- |
| Parti                                                         | Parti                                                         | Candidat                                                      | Votes                                                         | %                                                             |
|                                                               | Démocrate                                                     | Maxine Waters (sortante)                                      | 98 131                                                        | 79,3                                                          |
|                                                               | Républicain                                                   | K. Bruce Brown                                                | 25 561                                                        | 20,7                                                          |
| Total des votes                                               | Total des votes                                               | Total des votes                                               | 123 692                                                       | 100%                                                          |
|                                                               | Les Démocrates conservent                                     |                                                               |                                                               |                                                               |

### 2012
| Élection de 2012 du 35e district congressionnel de Californie | Élection de 2012 du 35e district congressionnel de Californie | Élection de 2012 du 35e district congressionnel de Californie | Élection de 2012 du 35e district congressionnel de Californie | Élection de 2012 du 35e district congressionnel de Californie |
| ------------------------------------------------------------- | ------------------------------------------------------------- | ------------------------------------------------------------- | ------------------------------------------------------------- | ------------------------------------------------------------- |
| Parti                                                         | Parti                                                         | Candidat                                                      | Votes                                                         | %                                                             |
|                                                               | Démocrate                                                     | Gloria Negrete McLeod (en)                                    | 79 698                                                        | 55,9                                                          |
|                                                               | Démocrate                                                     | Joe Baca (sortant)                                            | 62 982                                                        | 44,1                                                          |
| Total des votes                                               | Total des votes                                               | Total des votes                                               | 123 692                                                       | 100%                                                          |
|                                                               | Les Démocrates conservent                                     |                                                               |                                                               |                                                               |

### 2014
| Élection de 2014 du 35e district congressionnel de Californie | Élection de 2014 du 35e district congressionnel de Californie | Élection de 2014 du 35e district congressionnel de Californie | Élection de 2014 du 35e district congressionnel de Californie | Élection de 2014 du 35e district congressionnel de Californie |
| ------------------------------------------------------------- | ------------------------------------------------------------- | ------------------------------------------------------------- | ------------------------------------------------------------- | ------------------------------------------------------------- |
| Parti                                                         | Parti                                                         | Candidat                                                      | Votes                                                         | %                                                             |
|                                                               | Démocrate                                                     | Norma Torres                                                  | 39 502                                                        | 63,5                                                          |
|                                                               | Démocrate                                                     | Christina Gagnier                                             | 22 753                                                        | 36,5                                                          |
| Total des votes                                               | Total des votes                                               | Total des votes                                               | 62 255                                                        | 100%                                                          |
|                                                               | Les Démocrates conservent                                     |                                                               |                                                               |                                                               |

### 2016
| Élection de 2016 du 35e district congressionnel de Californie | Élection de 2016 du 35e district congressionnel de Californie | Élection de 2016 du 35e district congressionnel de Californie | Élection de 2016 du 35e district congressionnel de Californie | Élection de 2016 du 35e district congressionnel de Californie |
| ------------------------------------------------------------- | ------------------------------------------------------------- | ------------------------------------------------------------- | ------------------------------------------------------------- | ------------------------------------------------------------- |
| Parti                                                         | Parti                                                         | Candidat                                                      | Votes                                                         | %                                                             |
|                                                               | Démocrate                                                     | Norma Torres (sortante)                                       | 124 044                                                       | 72,4                                                          |
|                                                               | Républicain                                                   | Tyler Fischella                                               | 47 309                                                        | 27,6                                                          |
| Total des votes                                               | Total des votes                                               | Total des votes                                               | 171 353                                                       | 100%                                                          |
|                                                               | Les Démocrates conservent                                     |                                                               |                                                               |                                                               |

### 2018
| Élection de 2018 du 35e district congressionnel de Californie | Élection de 2018 du 35e district congressionnel de Californie | Élection de 2018 du 35e district congressionnel de Californie | Élection de 2018 du 35e district congressionnel de Californie | Élection de 2018 du 35e district congressionnel de Californie |
| ------------------------------------------------------------- | ------------------------------------------------------------- | ------------------------------------------------------------- | ------------------------------------------------------------- | ------------------------------------------------------------- |
| Parti                                                         | Parti                                                         | Candidat                                                      | Votes                                                         | %                                                             |
|                                                               | Démocrate                                                     | Norma Torres (sortante)                                       | 103 420                                                       | 69,4                                                          |
|                                                               | Républicain                                                   | Christian Leonel Valiente                                     | 45 604                                                        | 30,6                                                          |
| Total des votes                                               | Total des votes                                               | Total des votes                                               | 149 024                                                       | 100%                                                          |
|                                                               | Les Démocrates conservent                                     |                                                               |                                                               |                                                               |

### 2020
| Élection de 2020 du 35e district congressionnel de Californie | Élection de 2020 du 35e district congressionnel de Californie | Élection de 2020 du 35e district congressionnel de Californie | Élection de 2020 du 35e district congressionnel de Californie | Élection de 2020 du 35e district congressionnel de Californie |
| ------------------------------------------------------------- | ------------------------------------------------------------- | ------------------------------------------------------------- | ------------------------------------------------------------- | ------------------------------------------------------------- |
| Parti                                                         | Parti                                                         | Candidat                                                      | Votes                                                         | %                                                             |
|                                                               | Démocrate                                                     | Norma Torres (sortante)                                       | 169 405                                                       | 69,3                                                          |
|                                                               | Républicain                                                   | Mike Cargile                                                  | 74 941                                                        | 30,7                                                          |
| Total des votes                                               | Total des votes                                               | Total des votes                                               | 244 346                                                       | 100%                                                          |
|                                                               | Les Démocrates conservent                                     |                                                               |                                                               |                                                               |

### 2022
La Californie a tenu sa Primaire Jungle le 7 juin 2022, selon ce système de Primaire, tous les candidats sont sur le même bulletin de vote, et les deux arrivés en tête s'affronteront le jour de l'Élection Générale, à savoir le 8 novembre 2022.
| Primaire Jungle 2022 du 35e district congressionnel de Californie | Primaire Jungle 2022 du 35e district congressionnel de Californie | Primaire Jungle 2022 du 35e district congressionnel de Californie | Primaire Jungle 2022 du 35e district congressionnel de Californie | Primaire Jungle 2022 du 35e district congressionnel de Californie |
| ----------------------------------------------------------------- | ----------------------------------------------------------------- | ----------------------------------------------------------------- | ----------------------------------------------------------------- | ----------------------------------------------------------------- |
| Parti                                                             | Parti                                                             | Candidat                                                          | Votes                                                             | %                                                                 |
|                                                                   | Démocrate                                                         | Norma Torres (sortante)                                           | 37 554                                                            | 54,3                                                              |
|                                                                   | Républicain                                                       | Mike Cargile                                                      | 17 431                                                            | 25,2                                                              |
|                                                                   | Républicain                                                       | Rafael Carcamo                                                    | 7619                                                              | 11,0                                                              |
|                                                                   | Républicain                                                       | Bob Erbst                                                         | 3480                                                              | 5,0                                                               |
|                                                                   | Démocrate                                                         | Lloyd Stevens                                                     | 3022                                                              | 4,4                                                               |

| Élection de 2022 du 35e district congressionnel de Californie | Élection de 2022 du 35e district congressionnel de Californie | Élection de 2022 du 35e district congressionnel de Californie | Élection de 2022 du 35e district congressionnel de Californie | Élection de 2022 du 35e district congressionnel de Californie |
| ------------------------------------------------------------- | ------------------------------------------------------------- | ------------------------------------------------------------- | ------------------------------------------------------------- | ------------------------------------------------------------- |
| Parti                                                         | Parti                                                         | Candidat                                                      | Votes                                                         | %                                                             |
|                                                               | Démocrate                                                     | Norma Torres (sortante)                                       | 75 121                                                        | 57,4                                                          |
|                                                               | Républicain                                                   | Mike Cargile                                                  | 55 832                                                        | 42,6                                                          |
| Total des votes                                               | Total des votes                                               | Total des votes                                               | 130 953                                                       | 100%                                                          |
|                                                               | Les Démocrates conservent                                     |                                                               |                                                               |                                                               |

### 2024
La Californie a tenu sa Primaire Jungle le 5 mars 2024, selon ce système de Primaire, tous les candidats sont sur le même bulletin de vote, et les deux arrivés en tête s'affronteront le jour de l'Élection Générale, à savoir le 5 novembre 2024.
| Primaire Jungle 2024 du 35e district congressionnel de Californie | Primaire Jungle 2024 du 35e district congressionnel de Californie | Primaire Jungle 2024 du 35e district congressionnel de Californie | Primaire Jungle 2024 du 35e district congressionnel de Californie | Primaire Jungle 2024 du 35e district congressionnel de Californie |
| ----------------------------------------------------------------- | ----------------------------------------------------------------- | ----------------------------------------------------------------- | ----------------------------------------------------------------- | ----------------------------------------------------------------- |
| Parti                                                             | Parti                                                             | Candidat                                                          | Votes                                                             | %                                                                 |
|                                                                   | Démocrate                                                         | Norma Torres (sortante)                                           | 39 051                                                            | 48,2                                                              |
|                                                                   | Républicain                                                       | Mike Cargile                                                      | 32 082                                                            | 39,6                                                              |
|                                                                   | Démocrate                                                         | Melissa May                                                       | 6432                                                              | 7,9                                                               |
|                                                                   | Républicain                                                       | Vijal Suthar                                                      | 3491                                                              | 43,                                                               |

| Élection de 2024 du 35e district congressionnel de Californie | Élection de 2024 du 35e district congressionnel de Californie | Élection de 2024 du 35e district congressionnel de Californie | Élection de 2024 du 35e district congressionnel de Californie | Élection de 2024 du 35e district congressionnel de Californie |
| ------------------------------------------------------------- | ------------------------------------------------------------- | ------------------------------------------------------------- | ------------------------------------------------------------- | ------------------------------------------------------------- |
| Parti                                                         | Parti                                                         | Candidat                                                      | Votes                                                         | %                                                             |
|                                                               | Démocrate                                                     | Norma Torres (sortante)                                       | 136 413                                                       | 58,4                                                          |
|                                                               | Républicain                                                   | Mike Cargile                                                  | 97 142                                                        | 41,6                                                          |
| Total des votes                                               | Total des votes                                               | Total des votes                                               | 233 555                                                       | 100 %                                                         |
|                                                               | Les Démocrates conservent                                     |                                                               |                                                               |                                                               |

## .Frontières historiques du district
De 2003 à 2013, le district était basé dans le Comté de Los Angeles. Le district était composé de parties du district de Westchester de la ville de Los Angeles et des villes d'Inglewood, Hawthorne, Gardena et Florence-Graham, ainsi que de certaines zones adjacentes.